# Liste der Wappen im Kreis Heinsberg
Diese Liste beinhaltet alle in der Wikipedia gelisteten Wappen des Kreises Heinsberg in Nordrhein-Westfalen, inklusive historischer Wappen. Alle Städte, Gemeinden und Kreise in Nordrhein-Westfalen führen ein Wappen. Sie sind über die Navigationsleiste am Ende der Seite erreichbar.

## Kreiswappen
| Lage            | Wappen | Kommentare |
| --------------- | ------ | --- |
| Kreis Heinsberg |        | Genehmigt durch Urkunde des Regierungspräsidenten Köln vom 3. September 1973: „Geteilt und oben gespalten. Oben: vorn in Rot ein zwiegeschwänzter, bekrönter, silberner Löwe; hinten in Gold ein schwarzer Löwe. Unten: in Silber ein freischwebendes, liegendes, rotes Lilienkreuz, belegt mit einer fünfblättrigen blauen Flachsblüte.“ |

## Wappen ehemaliger Kreise
| Kreis                                 | Wappen | Kommentare |
| ------------------------------------- | ------ | --- |
| Kreis Erkelenz                        |        | Genehmigt durch Urkunde des Innenministers von Nordrhein-Westfalen vom 9. Mai 1955: „Das Wappen zeigt in Gold ein rotes Lilienkreuz, dessen Mitte mit einer blauen Flachsblüte belegt ist.“ |
| Selfkantkreis Geilenkirchen-Heinsberg |        | Genehmigt durch Urkunde des Innenministers von Nordrhein-Westfalen vom 1. März 1955: Der Schild zeigt im ersten Viertel auf goldenem Grund den Jülicher Löwen. Im darunterliegenden Viertel ist der Papagei des Wappens des Grafen Wilhelm von Jülich (1556) abgebildet. Beide Figuren sollen die Stadt Geilenkirchen repräsentieren. Die andere Hälfte füllt der silberne Löwe der Stadt Heinsberg auf rotem Grund aus. |

## Wappen der Städte und Gemeinden
| Stadt oder Gemeinde   | Wappen | Kommentare |
| --------------------- | ------ | --- |
| Stadt Erkelenz        |        | Genehmigt durch Urkunde des Regierungspräsidenten Köln vom 27. Oktober 1972: „Das Wappen ist geteilt; oben in Blau ein schreitender, doppelschwänziger, rotbezungter und ‑bewehrter goldener Löwe, unten in Silber eine rote Mispelblüte mit goldenem, grünbetupften Butzen und grünen Kelchblättern.“ |
| Gemeinde Gangelt      |        | „Einen in Gold nach rechts gewandten, aufsteigenden, gekrönten, rot bewehrten, schwarzen, zweigeschwänzten Löwen, belegt mit einem silbernen Schrägrechtsbalken.“ |
| Stadt Geilenkirchen   |        | Genehmigt durch Urkunde des Regierungspräsidenten Köln vom 29. November 1972: „Geteilt; oben in Blau ein halber, doppelschweifiger rotbezungter und ‑bewehrter goldener Löwe; unten in Gold ein blauer Papagei mit rotem Schnabel und gleichfarbigen Beinen, der auf einem schwarzen Ast steht.“ |
| Kreisstadt Heinsberg  |        | Genehmigt durch Urkunde des Regierungspräsidenten Köln vom 2. Oktober 1974: „In rot ein rechtsgewendeter, bekrönter, doppelt geschweifter silberner Löwe.“ |
| Stadt Hückelhoven     |        | Genehmigt durch Urkunde des Regierungspräsidenten Köln vom 25. Oktober 1972: „Im schwarzen Felde ein silberner Querbalken, darüber im Schildhaupt vier silberne Sterne mit je sechs Ecken (zur Charakterisierung der vier Ortschaften). Im unteren Schildteil das Zeichen des Bergbaus: Hammer und Schlegel, silbern.“ |
| Gemeinde Selfkant     |        | Genehmigt durch Urkunde des Regierungspräsidenten Aachen vom 27. Februar 1970: „Im silbernen Felde ein s‑förmig geschwungener grüner Zweig mit acht roten Rosen, deren Kelchblätter und Butzen golden sind.“ |
| Stadt Übach-Palenberg |        | Genehmigt durch Urkunde des Oberpräsidenten der Rheinprovinz vom 2. Dezember 1937: „Das Wappen der Stadt stellt einen waagerecht geteilten Schild dar, im oberen blauen Feld das gekreuzte Lilienzepter, golden tingtiert, darüber schwebt der Buchstabe ‚T‘ in schwarz; das untere Feld des Schildes ist gespalten, vorne im gelben Feld ein schwarzer, ungekrönter Löwe mit roter Zunge und links gewendet, hinten im roten Feld ein silberner, gekrönter Löwe nach rechts (der Teilungslinie) gewendet.“ |
| Gemeinde Waldfeucht   |        | Genehmigt durch Urkunde des Regierungspräsidenten Köln vom 14. März 1977: „Über einem goldenen Schildfuß, darin ein schwarzer Forsthaken, in Rot ein bekrönter, zwiegeschwänzter silberner Löwe.“ |
| Stadt Wassenberg      |        | Genehmigt durch Urkunde des Regierungspräsidenten Köln vom 24. August 1974: „In Blau eine goldene, gezinnte Torburg mit offenem Tor, auf deren Mittelturm ein gekrönter zwiegeschwänzter roter Löwe.“ |
| Stadt Wegberg         |        | Genehmigt durch Urkunde des Oberpräsidenten der Rheinprovinz vom 14. April 1937: „Das Stadtwappen ist geteilt von Blau und Silber, oben ein wachsender, rotgekrönter, ‑bewehrter und ‑gezungter zwiegeschwänzter goldener Löwe, unten drei blaue Wellenbalken.“ |

## Wappen ehemaliger Gemeinden

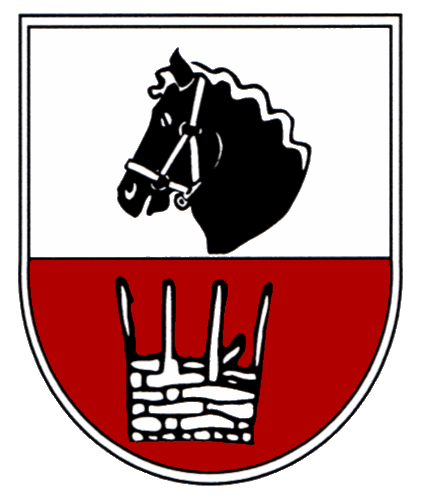
Gemeinde Aphoven-Laffeld
Gemeinde Beeck bis 1935
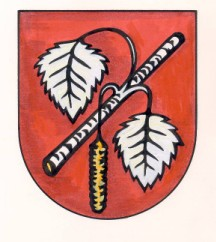
Wappen von Birgden
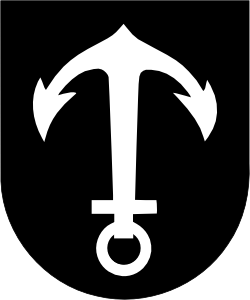
Gemeinde Birgelen
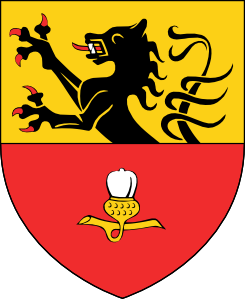
Wappen von Brachelen
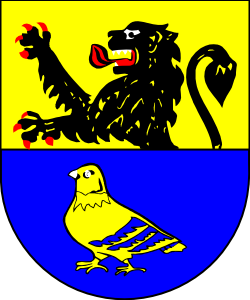
Gemeinde Doveren
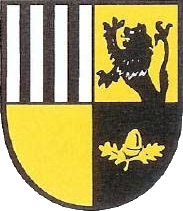
Wappen von Dremmen
Gemeinde Gerderath[14]
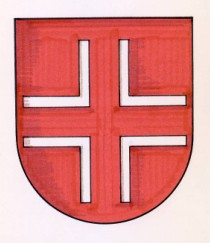
Wappen von Hastenrath
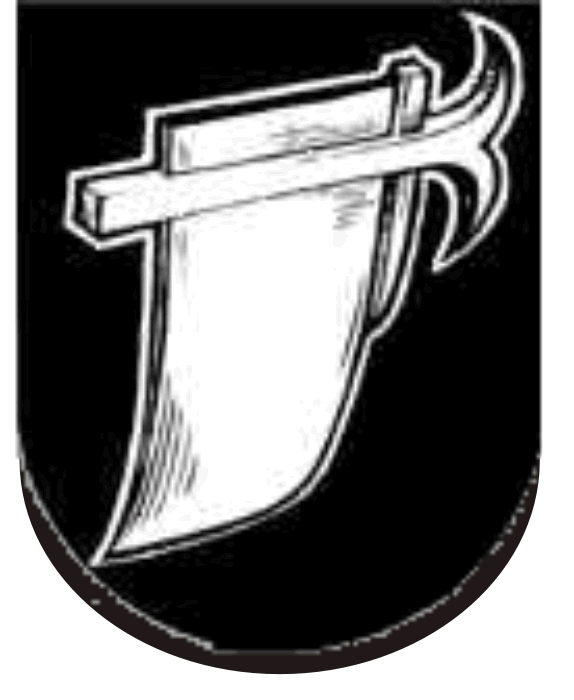
Wappen von Horst
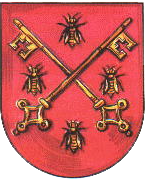
Gemeinde Immendorf
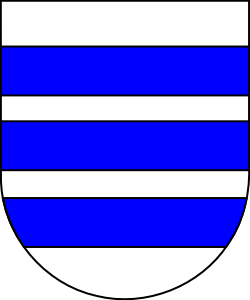
Gemeinde Karken
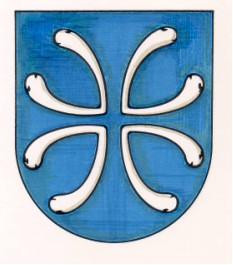
Wappen von Kievelberg
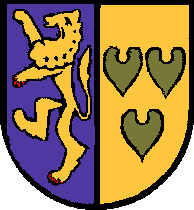
Gemeinde Kückhoven
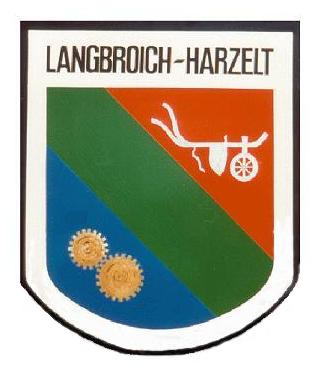
Wappen von Langbroich - Harzelt
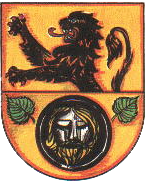
Gemeinde Lindern
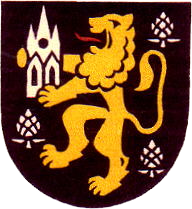
Gemeinde Lövenich
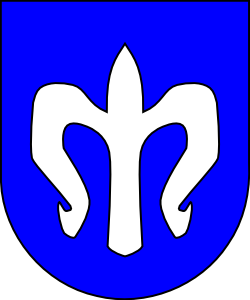
Gemeinde Myhl
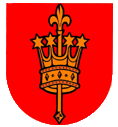
Gemeinde Ophoven
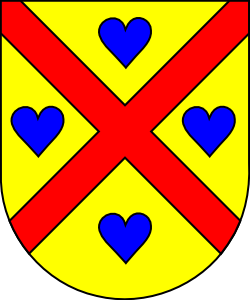
Gemeinde Orsbeck
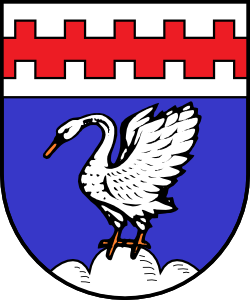
Gemeinde Schwanenberg
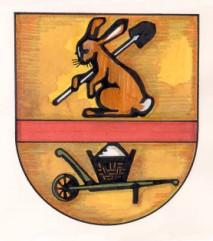
Wappen von Stahe - Niederbusch
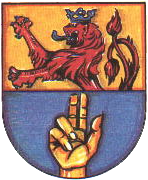
Gemeinde Teveren
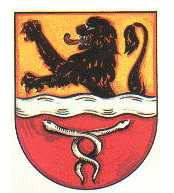
Gemeinde Würm

## Historische Wappen

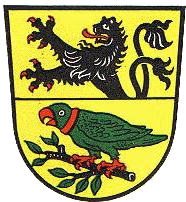
Stadt Geilenkirchen (bis 1972)
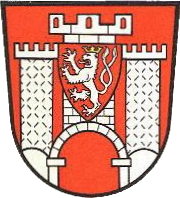
Stadt Wassenberg (bis 1974)
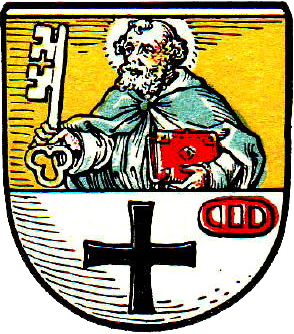
Stadt Wegberg (bis 1937)

## Wappenbeschreibungenund Anmerkungen
1. ↑  Hauptsatzung des Kreises Heinsberg (PDF; 47 kB), § 2.
2. ↑  Hauptsatzung der Stadt Erkelenz (PDF; 270 kB), § 2 Absatz 2.
3. ↑  Hauptsatzung der Gemeinde Gangelt (PDF; 125 kB), § 2 Absatz 2.
4. ↑  Hauptsatzung der Stadt Geilenkirchen (PDF; 434 kB), § 2 Absatz 1.
5. ↑  Hauptsatzung der Stadt Heinsberg (PDF; 65 kB), § 3 Absatz 2.
6. ↑  Hauptsatzung der Stadt Hückelhoven (PDF; 702 kB), § 3 Absatz 1.
7. ↑  Hauptsatzung der Gemeinde Selfkant, § 2 Absatz 2.
8. ↑  Hauptsatzung der Stadt Übach-Palenberg (PDF; 93 kB), § 3 Absatz 1 und 2.
9. ↑  Hauptsatzung der Gemeinde Waldfeucht (PDF; 55 kB), § 2 Absatz 1.
10. ↑  Hauptsatzung der Stadt Wassenberg (PDF; 113 kB), § 2 Absatz 2.
11. ↑  Hauptsatzung der Stadt Wegberg (PDF; 424 kB), § 2 Absatz 1.
12. ↑  Birgelen: „In schwarz ein aufgerichteter silberner Anker.“
13. ↑  Doveren: Das Wappen ist in Gold und Blau unterteilt. Oben ein schwarzer Löwe mit roter Zunge und roten Tatzen, unten in Blau eine goldene Taube mit weißem Schnabel.
14. ↑  Gerderath: „Das Wappen zeigt in Grün eine silberne bewurzelte Eiche.“
15. ↑  Karken: „Ein silberner Schild, belegt mit drei blauen Querbalken.“
16. ↑  Kückhoven: „Das Wappen ist gespalten: vorn in Blau ein goldener rotbezungter und bewehrter Löwe, hinten in Gold drei (2:1) grüne Kleeblätter.“
17. ↑  Lindern: Der Schild ist zweigeteilt. In der oberen Hälfte ist der Jülicher Löwe auf goldenem Grund. In der unteren Hälfte, ebenfalls golden, ist der Patron des Ortes, der hl. Johannes der Täufer, abgebildet. In den oberen zwei Kanten ist je ein Lindenblatt.
18. ↑  Lövenich: „Das Wappen zeigt in schwarz einen aufgerichteten, rotbezungten goldenen Löwen, der in den Pranken einen silbernen gotischen Turm hält; oben links und unten rechts und links begleitet von einer Hopfenblüte in Silber.“
19. ↑  Myhl: „Im blauen Feld ein als Lilie stilisiertes silbernes M.“
20. ↑  Orsbeck: „In Gold ein rotes, von vier blauen Seerosenblättern beseitetes Andreaskreuz.“
21. ↑  Schwanenberg: „Das Wappen zeigt unter einem silbernen Schildhaupt, darin ein roter Wechselzinnenbalken, in Blau einen silbernen Schwan, der auf einem silbernen Dreiberg steht.“